# .ge
.ge е интернет домейн от първо ниво за Грузия. Администрира се от Caucasus Online. Представен е през 1992 година. Административните и технически контакти на домейн името завършващи с .ge трябва да са домашни за Грузия. Регистрациите са отворени директно под .ge, .com.ge и под някои ограничени домейни от второ ниво (.gov.ge, .net.ge...).